# Sânpaul, Cluj
Sânpaul este satul de reședință al comunei cu același nume din județul Cluj, Transilvania, România.

## Istoric
Prima mențiune scrisă a satului Sânpaul datează din 1295, cu numele Annctus Paulus. Alte variante al numelui care au apărut în alte documente sunt: vila Zenpal (1341), Zenthpal (1358), Zentt Pal (1587).

## Imagini

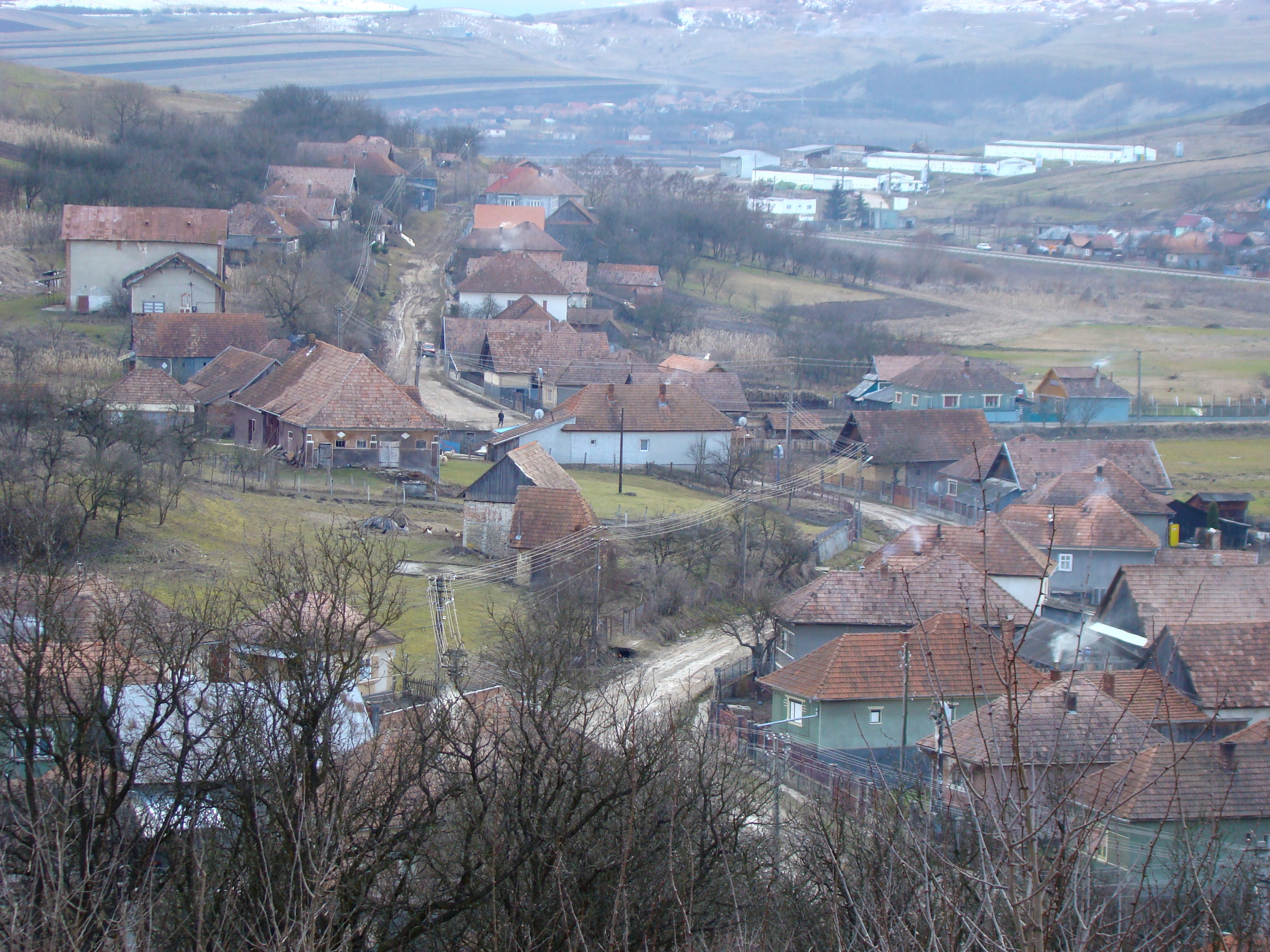
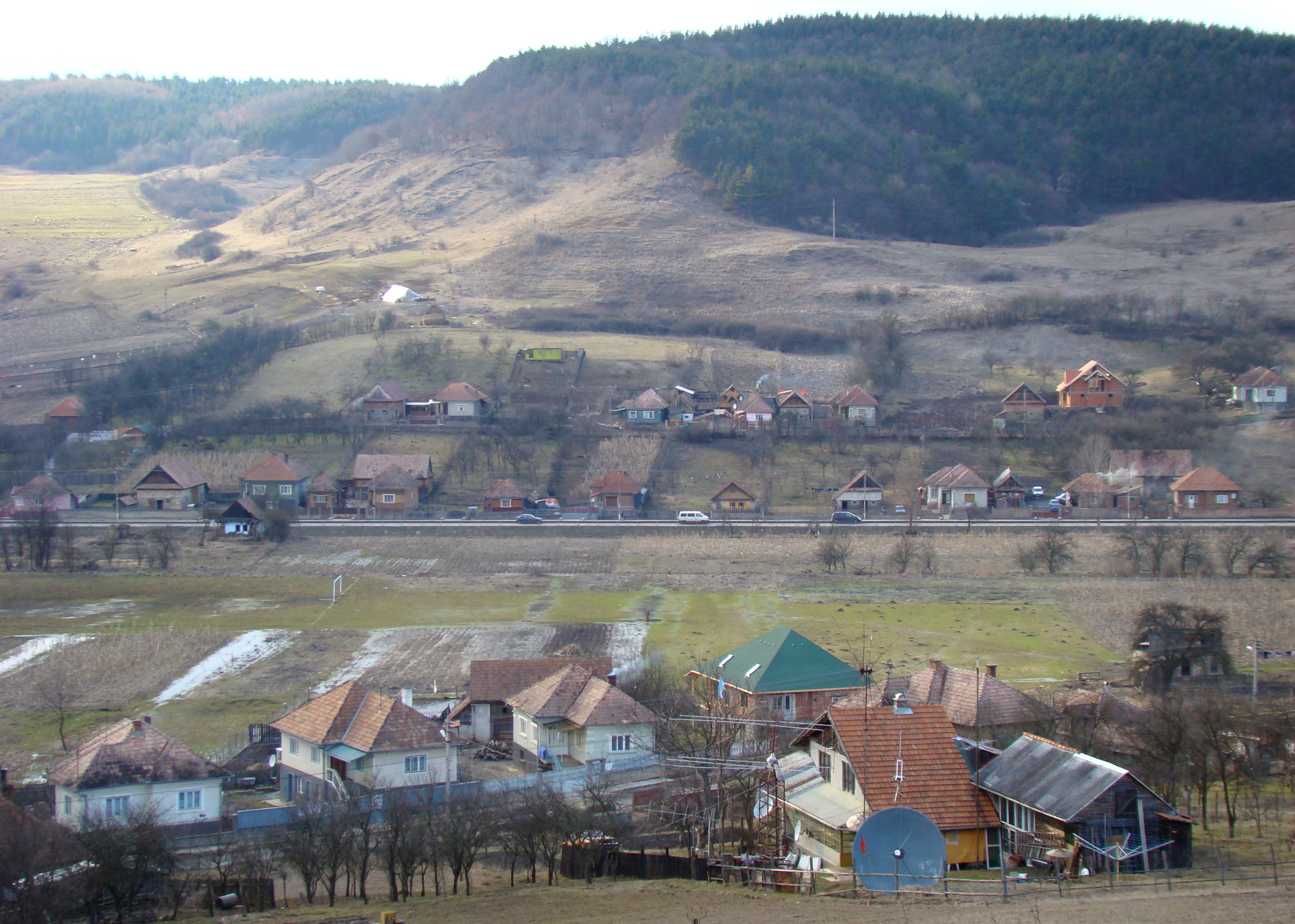
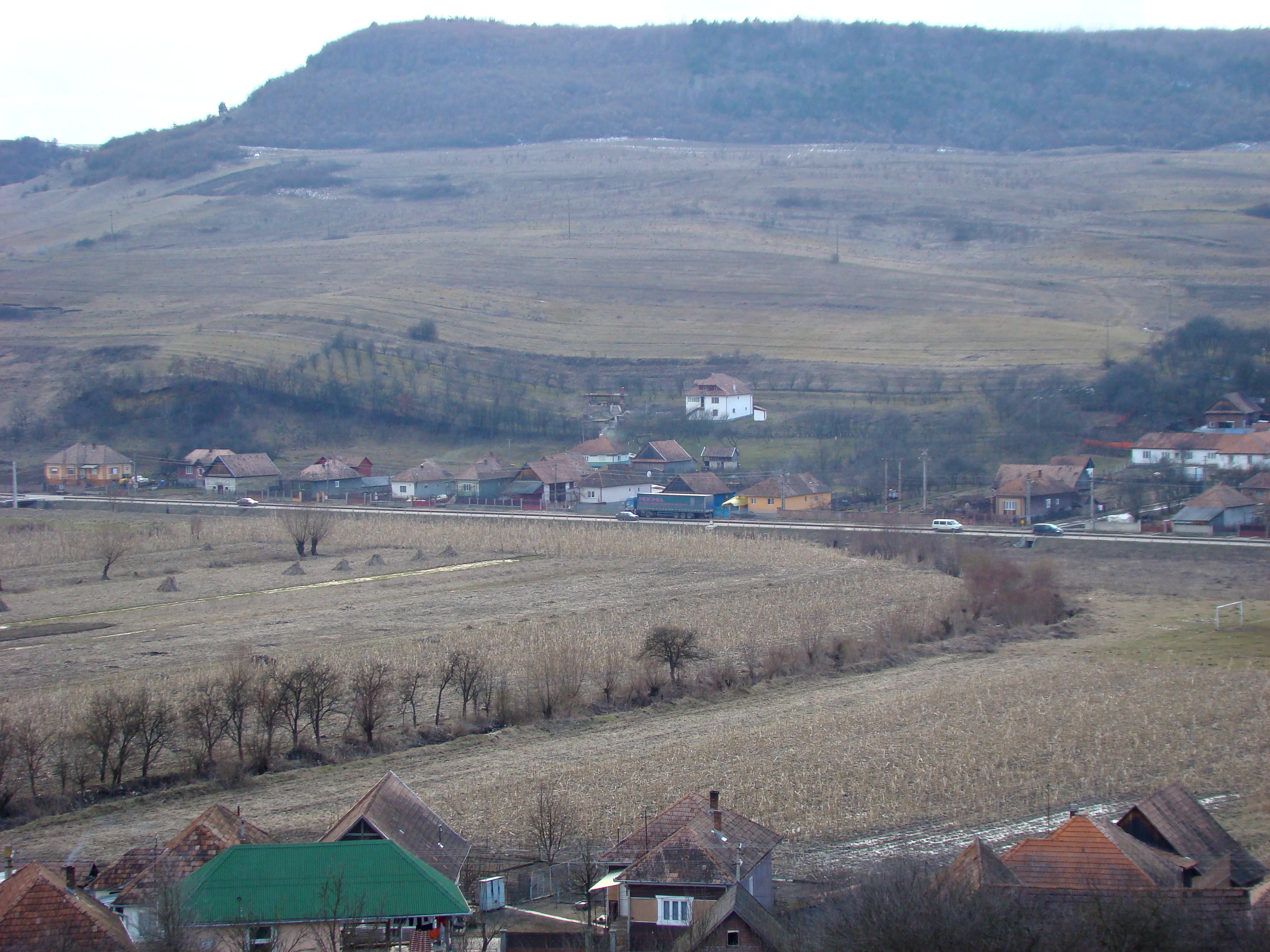
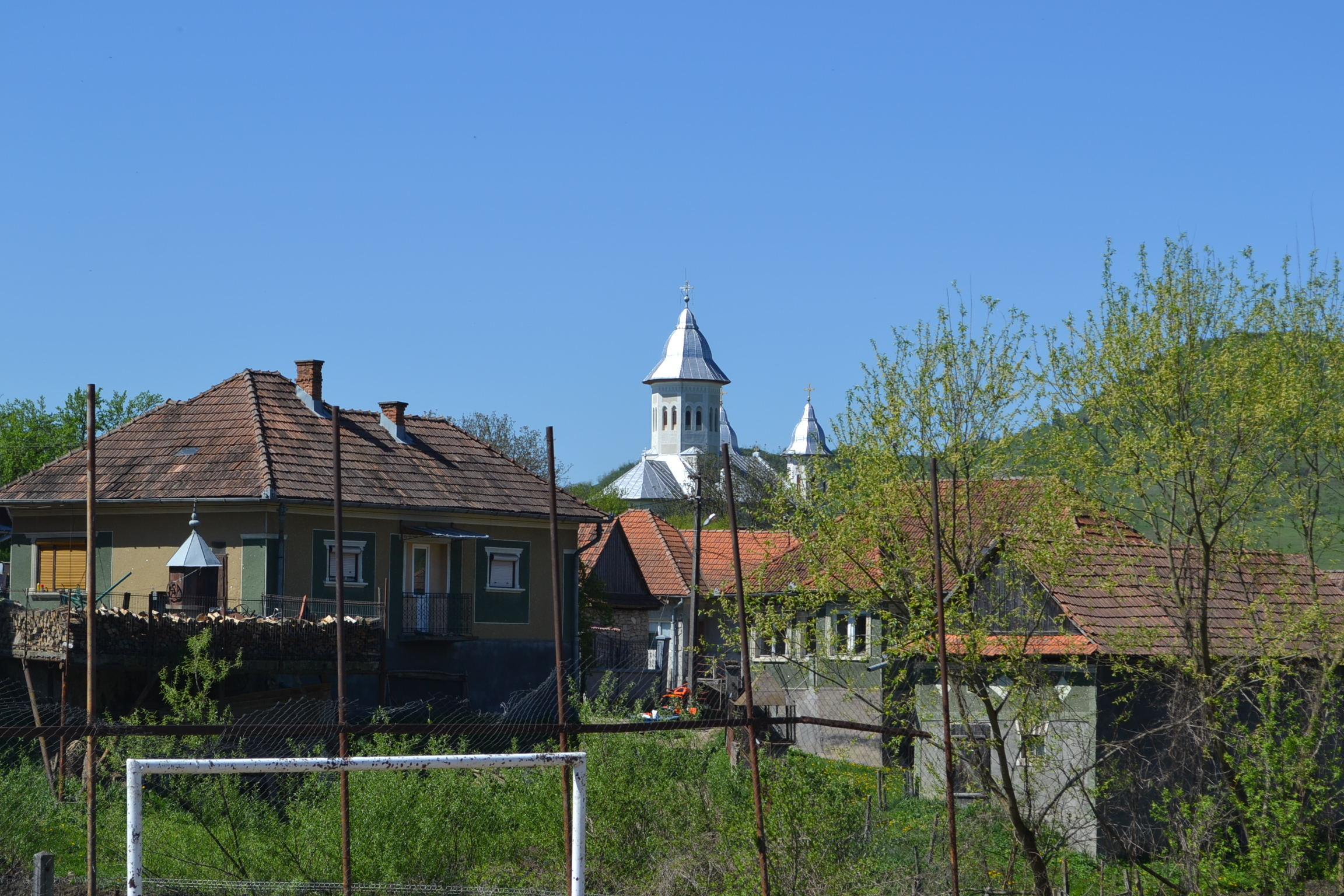
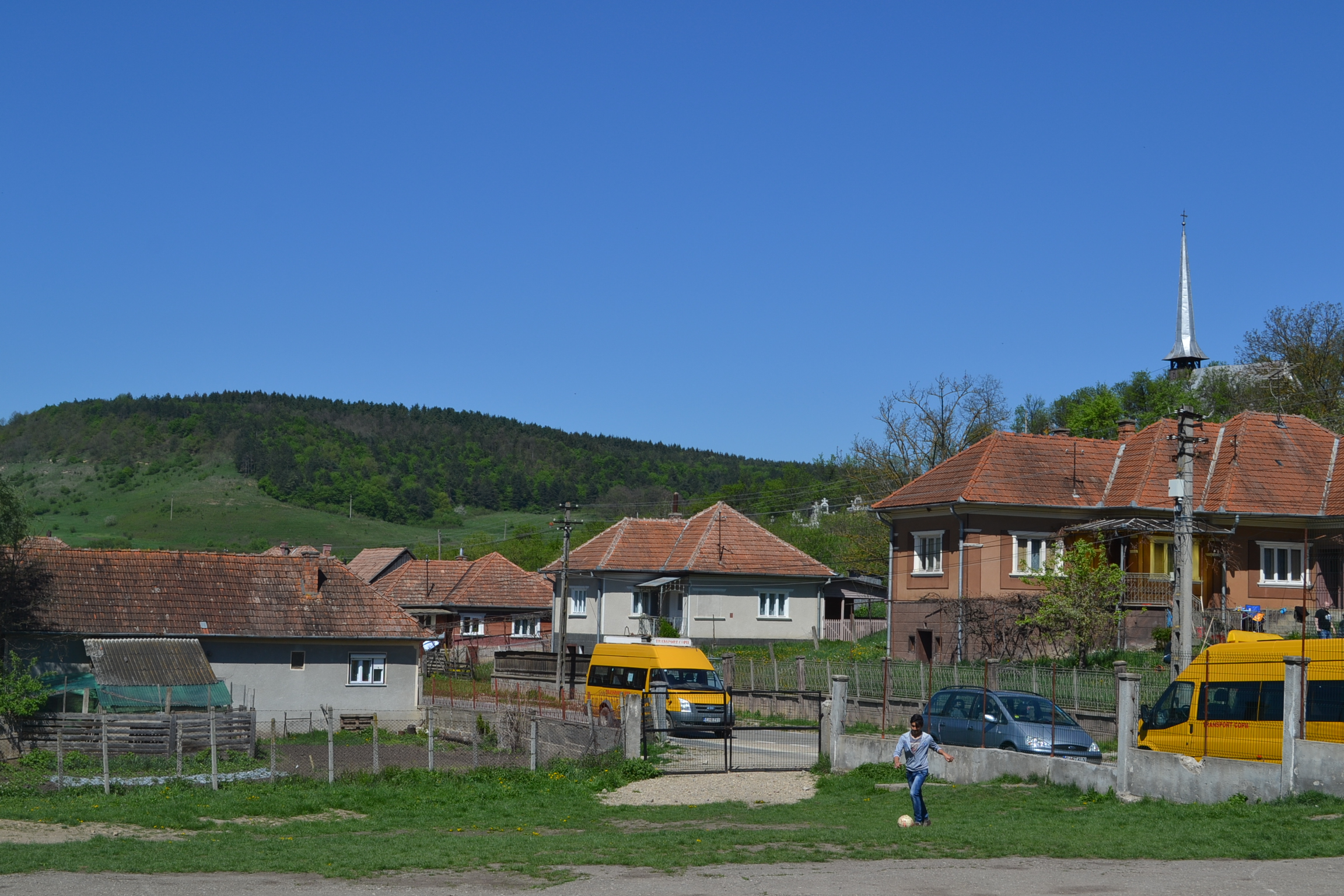
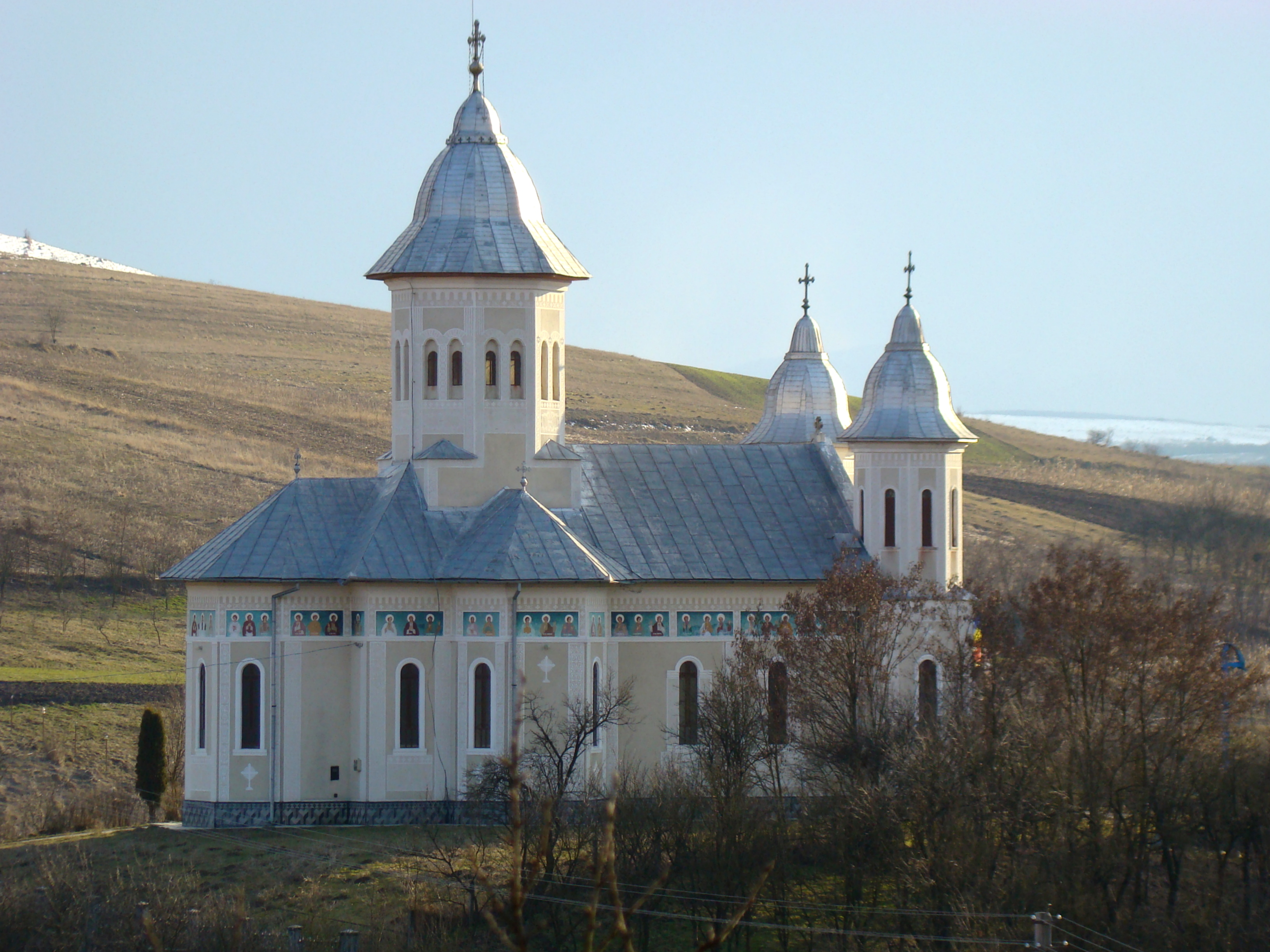
Biserica ortodoxă
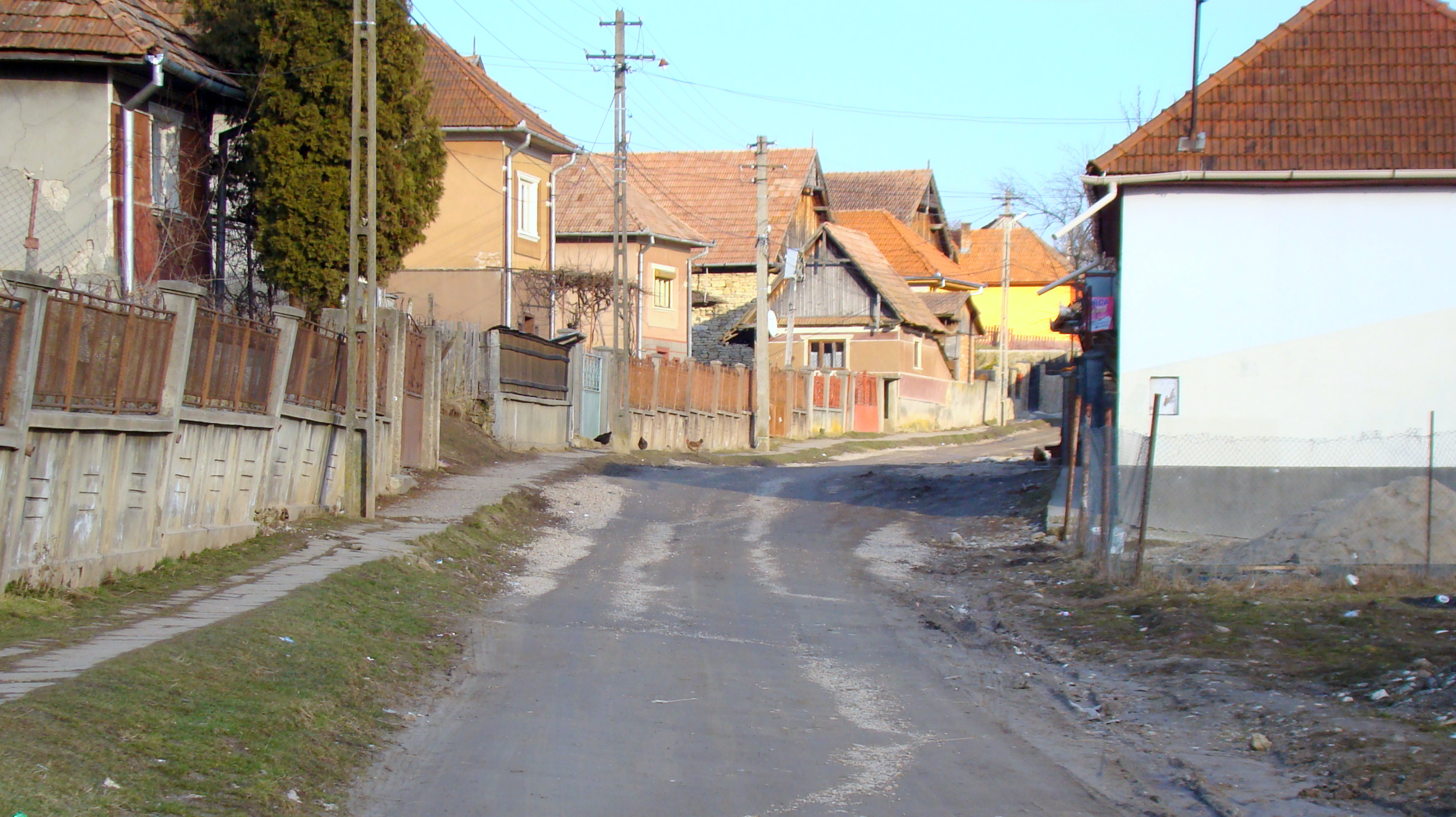
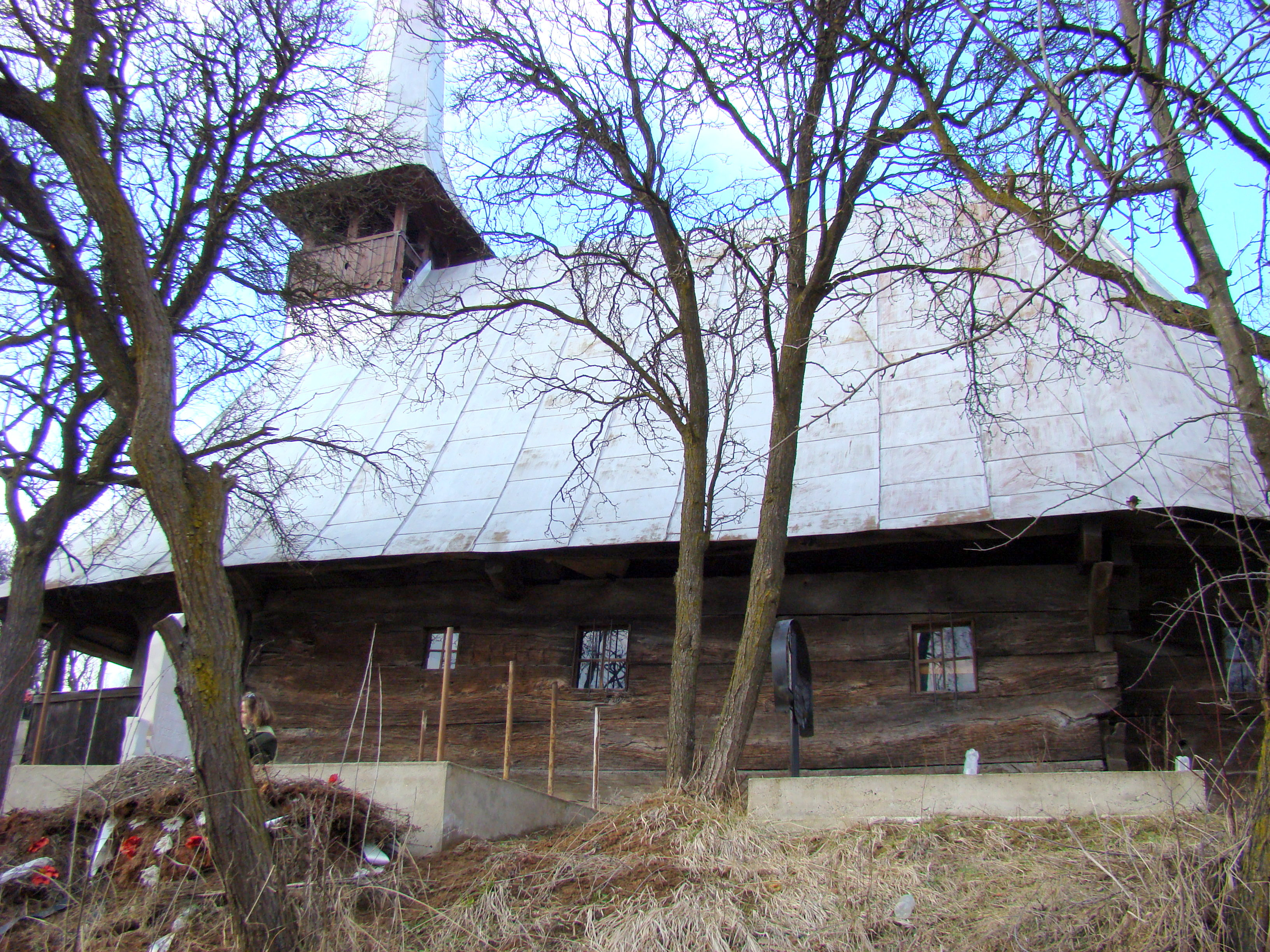
Biserica de lemn (monument istoric)